# Operophtera tenerata
Operophtera tenerata är en fjärilsart som beskrevs av Otto Staudinger 1896. Operophtera tenerata ingår i släktet Operophtera och familjen mätare. Inga underarter finns listade i Catalogue of Life.